# Királyi Csillagászati Társaság Aranyérme

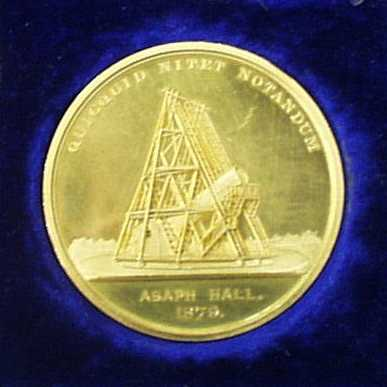
Asaph Hall aranyérme

A Királyi Csillagászati Társaság Aranyérme a brit társaság legmagasabb kitüntetése.
A korai években évente többet is kiadtak belőle, de 1833 óta minden évben csak egyet. Ebből 1846-ban, amikor felfedezték a Neptunuszt, nagy vita támadt, mert sokan úgy gondolták, John Couch Adams és Urbain Le Verrier egyszerre érdemelné meg az érmet. A vita miatt 1847-ben nem is adták ki az érmet.
A vitát úgy oldották fel, hogy 1848-ban 12 életműdíjat adtak ki, köztük Adamsnek és Le Verriernek (de csak 1866-ban, illetve 1868-ban vehették át az érmüket).
Az évente csak egy díj kiadásának gyakorlata 1963-ig folytatódott, bár 1867-ben és 1886-ban két-két érmet adtak ki és volt néhány olyan év, amikor egyet sem. 1964 óta többnyire évente két díjat adnák át, egy csillagászatit és egy geofizikait.

## Az aranyérmesek
- 1824, Charles Babbage, Johann Franz Encke
- 1826, John Herschel, James South, Wilhelm Struve
- 1827, Francis Baily
- 1828, Sir Thomas Makdougall Brisbane, James Dunlop, Caroline Herschel
- 1829, Rev. William Pearson, Friedrich Wilhelm Bessel, Heinrich Christian Schumacher
- 1830, William Richardson, Johann Franz Encke
- 1831, Henry Kater kapitány, Marie-Charles Damoiseau báró
- 1833, George Biddell Airy
- 1835, Manuel J. Johnson hadnagy
- 1836, John Herschel
- 1837, Otto A. Rosenberger
- 1839, John Wrottesley báró
- 1840, Giovanni Plana
- 1841, Friedrich Wilhelm Bessel
- 1842, Peter Andreas Hansen
- 1843, Francis Baily
- 1845, William Henry Smyth kapitány
- 1846, George Biddell Airy
- 1849, William Lassell
- 1850, Otto Wilhelm Struve
- 1851, Annibale de Gasparis
- 1852, Christian August Friedrich Peters
- 1853, John Russell Hind
- 1854, Charles Rümker
- 1855, William Rutter Dawes
- 1856, Robert Grant
- 1857, Heinrich Schwabe
- 1858, The Rev. Robert Main
- 1859, Richard Christopher Carrington
- 1860, Peter Andreas Hansen
- 1861, Hermann Goldschmidt
- 1862, Warren de la Rue
- 1863, Friedrich Wilhelm Argelander
- 1865, George Phillips Bond
- 1866, John Couch Adams
- 1867, William Huggins, William Allen Miller
- 1868, Urbain Le Verrier
- 1869, Edward James Stone
- 1870, Charles Delaunay
- 1872, Giovanni Schiaparelli
- 1874, Simon Newcomb
- 1875, Heinrich d'Arrest
- 1876, Urbain Le Verrier
- 1878, Baron Ercole Dembowski
- 1879, Asaph Hall
- 1881, Axel Möller
- 1882, David Gill
- 1883, Benjamin A. Gould
- 1884, Andrew Ainslie Common
- 1885, William Huggins
- 1886, Edward Charles Pickering, Charles Pritchard
- 1887, George William Hill
- 1888, Arthur Auwers
- 1889, Maurice Loewy
- 1892, George Howard Darwin
- 1893, Hermann Carl Vogel
- 1894, S. W. Burnham
- 1895, Isaac Roberts
- 1896, Seth Carlo Chandler
- 1897, Edward Emerson Barnard
- 1898, William Frederick Denning
- 1899, Frank McClean
- 1900, Henri Poincaré
- 1901, Edward Charles Pickering
- 1902, Jacobus Kapteyn
- 1903, Hermann Struve
- 1904, George Ellery Hale
- 1905, Lewis Boss
- 1906, William Wallace Campbell
- 1907, Ernest William Brown
- 1908, Sir David Gill
- 1909, Oskar Backlund
- 1910, Friedrich Küstner
- 1911, Philip Herbert Cowell
- 1912, Arthur Robert Hinks
- 1913, Henri-Alexandre Deslandres
- 1914, Max Wolf
- 1915, Alfred Fowler
- 1916, John Dreyer
- 1917, Walter Sydney Adams
- 1918, John Evershed
- 1919, Guillaume Bigourdan
- 1921, Henry Russell
- 1922, James Hopwood Jeans
- 1923, Albert A. Michelson
- 1924, Arthur Stanley Eddington
- 1925, Sir Frank Watson Dyson
- 1926, Albert Einstein
- 1927, Frank Schlesinger
- 1928, Ralph Allen Sampson
- 1929, Ejnar Hertzsprung
- 1930, John Stanley Plaskett
- 1931, Willem de Sitter
- 1932, Robert Grant Aitken
- 1933, Vesto Slipher
- 1934, Harlow Shapley
- 1935, E. Arthur Milne
- 1936, Hisashi Kimura
- 1937, Harold Jeffreys
- 1938, William Hammond Wright
- 1939, Bernard Lyot
- 1940, Edwin Hubble
- 1943, Harold Spencer Jones
- 1944, Otto Struve
- 1945, Bengt Edlen
- 1946, Jan Oort
- 1947, Marcel Minnaert
- 1948, Bertil Lindblad
- 1949, Sydney Chapman
- 1950, Joel Stebbins
- 1951, Anton Pannekoek
- 1952, John Jackson
- 1953, Subrahmanyan Chandrasekhar
- 1954, Walter Baade
- 1955, Dirk Brouwer
- 1956, Thomas George Cowling
- 1957, Albrecht Unsöld
- 1958, André Danjon
- 1959, Raymond Arthur Lyttleton
- 1960, Viktor Hambarcumján
- 1961, Herman Zanstra
- 1962, Bengt Strömgren
- 1963, H. H. Plaskett
- 1964, Martin Ryle, Maurice Ewing
- 1965, Edward Bullard, G. M. Clemence
- 1966, Ira S. Bowen, Harold C. Urey
- 1967, Hannes Alfvén, Allan Sandage
- 1968, Sir Fred Hoyle, Walter Munk
- 1969, A. T. Price, Martin Schwarzschild
- 1970, Horace W. Babcock
- 1971, F. Press, Sir Richard van der Riet Woolley
- 1972, H. I. S. Thirlaway, Fritz Zwicky
- 1973, F. Birch, Edwin Salpeter
- 1974, Ludwig Biermann, K. E. Bullen
- 1975, Jesse Greenstein, Ernst Öpik
- 1976, William H. McCrea, J. A. Ratcliffe
- 1977, D. R. Bates, John G. Bolton
- 1978, Lyman Spitzer, James Van Allen
- 1979, L. Knopoff, C. G. Wynne
- 1980, C. L. Pekeris, Maarten Schmidt
- 1981, J. F. Gilbert, Sir Bernard Lovell
- 1982, Riccardo Giacconi, Sir Harrie Massey
- 1983, M. J. Seaton, Fred Whipple
- 1984, S. K. Runcorn, Jakov Boriszovics Zeldovics
- 1985, Thomas Gold, Stephen Hawking
- 1986, G. E. Backus, A. Dalgarno
- 1987, Takesi Nagata, Martin Rees
- 1988, D. L. Anderson, C. de Jager
- 1989, R. Hide, K. A. Pounds
- 1990, J. W. Dungey, B. E. J. Pagel
- 1991, Vitalij Ginzburg, G. J. Wasserburg
- 1992, D. P. McKenzie, Eugene N. Parker
- 1993, Peter Goldreich, Donald Lynden-Bell
- 1994, James E. Gunn, T. R. Kaiser
- 1995, J. Houghton, Rashid Sunyaev
- 1996, K. Creer, Vera Rubin
- 1997, D. Farley, Donald Osterbrock
- 1998, R. L. Parker, James Peebles
- 1999, K. Budden, Bohdan Paczynski
- 2000, L. Lucy, R. Hutchinson
- 2001, Hermann Bondi, H. Rishbeth
- 2002, Leon Mestel, J. A. Jacobs
- 2003, John Bahcall, D. Gubbins
- 2004, Jeremiah P. Ostriker, Grenville Turner
- 2005, Margaret Burbidge, Geoffrey Burbidge, Carole Jordan
- 2006, S. White, S. W. H. Cowley
- 2007, J. L. Culhane, Nigel O. Weiss
- 2008, Joseph Silk, Brian Kennett
- 2009, David Williams, Eric Priest
- 2010, Douglas Gough, John Woodhouse
- 2011, Richard Ellis(wd), Eberhard Grün
- 2012, Andy Fabian, John Campbell Brown
- 2013, Roger Blandford, Chris Chapman
- 2014, Carlos Frenk, John Zarnecki
- 2015, Michel Mayor, Michael Lockwood

## Az ezüstérmesek
Két alkalommal ezüstérmet is adományoztak, de ezzel utána felhagytak.
- 1824 Charles Rümker, Jean-Louis Pons
- 1824 William Samuel Stratford, Col. Mark Beaufoy

## "Életműdíjak"1848-ban
- George Biddell Airy
- John Couch Adams
- Friedrich Wilhelm Argelander
- George Bishop
- Lt-Col. George Everest
- Sir John Herschel
- Peter Andreas Hansen
- Karl Ludwig Hencke
- John Russell Hind
- Urbain Le Verrier
- Sir John William Lubbock
- Maxmilian Weisse